# Main-à-Dieu
 Main-à-Dieu est un village de pêche canadien de Nouvelle-Écosse, dans le comté de Cape Breton au Cap-Breton. Le village est situé à l'est de Louisbourg. Une importante flotte de homardiers (bateaux de pêche aux homards) est ancré dans le port de la communauté. À chaque printemps, le prêtre local fait la bénédiction de la flotte pour son départ pour la saison de pêche aux homards.
L'ancienne école élémentaire contient le musée de la pêche, la caisse populaire, et la bibliothèque de la municipalité. Il y a aussi plusieurs ordinateurs disponibles avec le programme informatique du C@P ; et aussi le café du quai, qui est une destination populaire pour les touristes et les locaux.
À un demi kilomètre plus loin, vous trouverez une plage magnifique qui s'étend sur plus d'un kilomètre. Une promenade fut construite en 1995 le long de la plage.
À chaque mois d'août, la saison de pêche prend fin, et la communauté inaugure les courses de bateau du nom de Hall Memorial. Plusieurs bateaux proviennent d'autres ports de mer. Ces courses sont un événement important pour la communauté, et attirent beaucoup de touristes.
C'est le village le plus à l'est du Cap-Breton et de la Nouvelle-Écosse.

## Personnalités
Michael Forgeron, champion olympique en aviron avec le huit canadien, en 1992, est né à Main-à-Dieu en 1966.